# Ararats bjerg
|  | 'Ararat' omdirigeres hertil. For den armenske provins, se Ararat (provins) |
Ararat er en snedækket, sovende vulkan beliggende i det nordøstlige hjørne af Tyrkiet i Iğdır provinsen, 16 km vest for den iranske grænse og 32 km syd for den armenske grænse. Bjerget rejser sig 3,611 m over det omkringliggende område og når derved en samlet højde på 5.137 m over havniveau. 
Navnet Ararats bjerg navnet kommer fra assyrisk Urartu. (kurdisk Çiyayê Agirî / Shaxi Ararat, tyrkisk Büyük Ağrı Dağı, armensk Մասիս / Masis eller Արարատ / Ararat). Det kurdiske navn, Çiyayê Agirî, betyder „ildbjerget“ (agir = ild, çiya = bjerg.) Det er det højeste bjerg i Tyrkiet. 
Teknisk set er Ararat en stratovulkan formet af flydende lava. Bjergkomplekset består af to toppe og et lava-plateau mellem dem. Sidst der var aktivitet på vulkanen var et stort jordskælv i juli 1840.

## Religion
Ararats bjerge nævnes i Bibelen. I Første Mosebog kapitel 8 beskrives det, hvordan Noa strander på Ararats bjerge, efter at jorden er blevet oversvømmet ved syndfloden. Den første latinske oversættelse af bibelen fra græsk og hebraisk, Vulgata, taler om montes Armeniae, altså ”de armenske bjerge”. Dette blev rettet i den senere katolske bibeloversættelse, Nova Vulgata til udtrykket montes Ararat, ”Ararats bjerge”. Når der snakkes om Ararats bjerge, er det, fordi arken ikke nødvendigvis strandede på Ararat, men måske på et af de nærliggende bjerge.

## Politik
Selv om Ararat i dag ligger på tyrkisk område, er bjerget nationalsymbol for armenierne, og det indgår i det armenske rigsvåben, ligesom det førhen var en del af statsvåbnet for det Armenske SSR. Tyrkiet har protesteret med henvisning til, at bjerget ligger på tyrkisk territorium, og at det derfor ikke må misbruges af hverken Sovjetunionen eller Armenien. Forklaringen ligger i, at Ararat tidligere lå inde i det armenske kongerige, og at det kun er forholdsvist sene, osmanniske erobringer, der har gjort det til en del af det nuværende Tyrkiet. 
I øvrigt besvarede den daværende sovjetiske udenrigsminister, Gromyko den tyrkiske protest med en henvisning til, at Tyrkiet fører halvmånen i sit flag, skønt hverken månen eller dele af den tilhører Tyrkiet.

## Note
1. ↑  Bible Earth: Ved arkens landingsplads